# Colatina (microregio)
Colatina is een van de 13 microregio's van de Braziliaanse deelstaat Espírito Santo. Zij ligt in de mesoregio Noroeste Espírito-Santense en grenst aan de deelstaat Minas Gerais in het westen, de mesoregio's Central Espírito-Santense in het zuiden en Litoral Norte Espírito-Santense in het oosten en de microregio's Nova Venécia in het noorden en Barra de São Francisco in het noordwesten. De microregio heeft een oppervlakte van ca. 4361 km². Midden 2004 werd het inwoneraantal geschat op 192.500.
Zeven gemeenten behoren tot deze microregio:
- Alto Rio Novo
- Baixo Guandu
- Colatina
- Governador Lindenberg
- Marilândia
- Pancas
- São Domingos do Norte

Mesoregio's: Central Espírito-Santense · Litoral Norte Espírito-Santense · Noroeste Espírito-Santense · Sul Espírito-Santense

Microregio's: Afonso Cláudio · Alegre · Barra de São Francisco · Cachoeiro de Itapemirim · Colatina · Guarapari · Itapemirim · Linhares · Montanha · Nova Venécia · Santa Teresa · São Mateus · Vitória